# Alistair Donohoe
Alistair Donohoe (* 3. März 1995 in Nhulunbuy) ist ein australischer Radsportler, der bei Paracycling-Wettbewerben (C5) und bei Radrennen der Elite an den Start geht.

## Karriere
Im Alter von 13 Jahren begann Alistair Donohoe mit Triathlon-Training und folgte damit dem Vorbild seiner Eltern. Dabei entdeckte er, dass der reine Radrennsport ihm am meisten Spaß machte. Im Alter von 15 Jahren hatte er einen Unfall beim Spielen mit Freunden, wonach sein rechter Arm deformiert blieb. Zunächst startete er weiterhin bei Rennen für nicht-behinderte Sportler, bis er den Hinweis bekam, bei den Paracyclisten zu starten.
2013 errang Donohoe bei Paracycling-Weltmeisterschaften jeweils Bronze im Straßenrennen und im Einzelzeitfahren, im Jahr darauf wurde er in der Klasse C5 Weltmeister im Straßenrennen. 2015 errang er zwei WM-Titel, erneut den im Straßenrennen sowie den im Scratch auf der Bahn.
2015 wurde Alistair Donohoe Dritter der australischen Straßenmeisterschaft (U23) und in den Kader für die Straßen-Weltmeisterschaften berufen. Beim dortigen Straßenrennen der U23 belegte er zunächst Platz 20, wurde aber wegen Verstoßes gegen die Regeln (Unterstützung durch motorisierte Fahrzeuge) disqualifiziert, weil er sich am Teamauto festgehalten hatte.
Bei den Paralympics 2016 in Rio de Janeiro errang Donohoe je eine Silbermedaille in Einzelzeitfahren sowie in der Einerverfolgung auf der Bahn. Vor ihm rangierte jeweils der Ukrainer Jehor Dementjew. Beim Straßenrennen kam es zu einer Kollision mit Dementjew. Während Dementjew disqualifiziert wurde, belegte Donohoe, der die Ziellinie zu Fuß überquerte, Platz fünf.

## Erfolge

### Straße
2013
- Weltmeisterschaft – Straßenrennen, Zeitfahren

2014
- Weltmeister – Straßenrennen

2015
- Weltmeister – Straßenrennen
- Weltmeisterschaft – Einzelzeitfahren

2016
 Paralympics – Einzelzeitfahren
2018
- Weltmeister – Straßenrennen

2019
- Weltmeister – Einzelzeitfahren
- Weltmeisterschaft – Straßenrennen

### Bahn
2014
- Weltmeisterschaft – Zeitfahren, Scratch

2015
- Weltmeister – Scratch
- Weltmeisterschaft – Zeitfahren, Einerverfolgung

2016
- Paralympics – Einerverfolgung
- Weltmeisterschaft – Zeitfahren, Einerverfolgung
- Weltmeisterschaft – Zeitfahren

2017
- Weltmeisterschaft – Scratch

2018
- Weltmeisterschaft – Scratch

2019
- Weltmeister – Einerverfolgung, Scratch

2020
- Weltmeister – Scratch

2022
- Weltmeister – Scratch
- Weltmeisterschaft – Omnium
- Weltmeisterschaft – Teamsprint (Mixed)

## Teams
- 2015 search2retain-health.com.au Cycling Team
- 2016–17 Attaque Team Gusto
- 2018 Mobius-BridgeLane
- 2019 Pro Racing Sunshine